# عبد الأكرم السقا
عبد الأكرم السقا (1363- 1436 هـ / 1944- 2014 م) مفكر وداعية سوري، معارض للنظام الحاكم، اعتُقل في عهد حافظ الأسد وعهد ابنه بشار الأسد. ومع انطلاق الثورة السورية في مارس (آذار) 2011 كان على رأس المنظمين للمظاهرات السِّلمية المناهضة لسُلطة بشار الأسد، وكان له أثرٌ كبير في خروج الآلاف من أهالي مدينته دارَيَّا فيها. اعتقلته قوَّاتُ الأمن السوري في 14 يوليو (تمُّوز) 2011 بمدينة داريا، وفي 20 أغسطس (آب) 2024 حصلت أسرته على بيان وفاة من دائرة السجلِّ المدني في داريا، يكشف أنه توفي في المعتقَل بتاريخ 3 نوفمبر (تشرين الثاني) 2014، دون ذكر أيِّ تفاصيلَ عن سبب وفاته.

## ولادته وتحصيله
وُلد عبد الأكرم بن أمين بن عبد الهادي السقَّا في دارَيَّا الشمالية، من غوطة دمشق الغربية التابعة لمحافظة ريف دمشق، يوم الاثنين 25 ربيع الأول 1363هـ الموافق 20 مارس (آذار) 1944م.
أتمَّ دراسته الابتدائية في مدارس داريا عام1957، ثم درس المرحلتين الإعدادية والثانوية في مدارس دمشق، ودرس العلوم الشرعية واللغوية على يد عدد من علماء داريا ودمشق، وداوم مدة طويلة على حضور مجالس العلم بجامع زيد بن ثابت في دمشق التي كان يشرف عليها الشيخ عبد الكريم الرفاعي، حتى أواخر عام 1979.
واتصل بالأستاذ المفكر جودت سعيد وتأثر به وبمدرسته الفكرية مدرسة اللاعنف.

## عمله ودعوته
عمل السقَّا في الزراعة وتجارة البناء، إضافة إلى اهتمامه الكبير بالدراسة الشرعية وتحقيق التراث والتأليف في علوم الشريعة والفكر. وتولَّى الإمامة والخَطابة في داريا، فقد عُيِّن إمامًا في مسجد المِنبَر، ثم إمامًا وخطيبًا في جامع أنس بن مالك، وأنشأ فيه عام 1988 معهد الأسد لتحفيظ القرآن الكريم وكان من أوائل المعاهد في سوريا، وبقي مديرًا له حتى نهاية عام 2000.
وهو من مؤسسي الثانوية الشرعية للبنات في داريا، وشارك في تأسيس الجمعية الخيرية في داريا عام 1394هـ/ 1974م مع عدد من الأفاضل منهم: حسين الشربجي، وطالب الناموس، ومحمد علي الأحمر، وحسن شريدة، ومحمد إسماعيل صنديحة. وتولَّى رياستها مؤرِّخ داريا وأديبها الأستاذ محمد حسام الدين الخطيب.
أنشأ السقا دارًا للنشر باسم "دار السقَّا" عام 1990م نشر فيها عددًا من الكتب العلمية والثقافية والاجتماعية والفكرية، وجمع مكتبة كبيرة باتت موئلًا لطلابه وأهل مدينته.
أُوقف عن الخطابة مدَّة عامين بسبب خُطبة له عن الإصلاح والتعاون فيه، ثم رُفع عنه المنع. ثم في عام 2000 اعتُقل وجُرِّد من وظيفته في الإمامة والخطابة والتدريس وإدارة معهد الأسد لتحفيظ القرآن؛ بسبب عدم الدعاء للرئيس حافظ الأسد عند وفاته، وعدم التطرُّق إلى ذكر فضائله في خطبه! ثم طُرد بعده معظم المدرِّسين والمدرِّسات وكانوا قرابة خمسين مدرِّسًا ومدرِّسة.
استمرَّ يقيم مجالسَ علمية في مكتبته في علوم القرآن والحديث والأصول، ونشط مع بعض طلابه بالأعمال الخِدْمية والتوجيهية، وافتتحوا مكتبة للقراءة والثقافة باسم "سبل السلام"، ولكن لم تلبث أن أغلقها النظام بعد عدَّة أيام للإقبال الكبير عليها. ومضى في دروسه وبعض أعماله الاجتماعية والثقافية حتى 3 مايو (أيار) 2003 حين اعتُقل مع 23 من طلَّابه، وصُودرت قرابة 400 كتاب من مكتبته، وجميع مؤلفاته المطبوعة وغير المطبوعة، وجميع إصدارات دار السقا، إضافة إلى حاسوبه وجميع الأقراص الإلكترونية.

## مؤلفاته
ألَّف العديد من الكتب الفكرية والفقهية التي احتوت على أفكاره في علم الحديث، وأصول الفقه، والتفسير، وأفكاره في الإصلاح والتغيير الاجتماعي. وزادت كتبه على خمسة وعشرين مؤلفًا مطبوعًا إضافة إلى الكثير من المؤلفات غير المطبوعة.

#### من مؤلفاته[7]
- الدعوة إلى التغيير.
- قيمة الفقه في حياة الإنسان.
- حُسن الاختيار واجب وضرورة.
- رؤى في الفكر والقلب.
- مؤمن آل فرعون.
- لا يمَسُّه إلا المُطَهَّرون.
- في ظلال سورة البروج.
- الدعوة والوليمة بين المنطق والتقليد.
- الصيام.
- الأعراف.

## موقفه من الثورة
مع انطلاق الثورة السورية في مارس (آذار) 2011 كان من أشدِّ المتحمِّسين لها، فشارك في المظاهرات السِّلمية المناهضة لسُلطة بشار الأسد، وكان على رأس المنظمين لها والداعين إليها، وسببًا في خروج الآلاف من أهالي مدينته دارَيَّا فيها. وتميزت هذه المظاهرات بالحشود الشعبية الكبيرة، وبالتنظيم الواضح والدقيق فيها، وبالمحافظة على سلمية الاحتجاجات والحَراك.
اعتُقل السقَّا في 14 يوليو (تمُّوز) 2011 عقب دَهْم منزله بمدينة داريا، بسبب نشاطه السِّلمي المناهض للنظام السوري، والتفاف أهالي داريا حوله، وكان يعاني عدَّة أمراض، وانقطعت أخباره تمامًا، حتى صار من المُختَفين قسريًّا لمدة دامت حوالي ثلاث عشرة سنة.

## وفاته
حصلت أسرتُه على بيان بوفاته من دائرة السجل المدني في مدينة داريا، في 20 أغسطس (آب) 2024م، ووَفقًا للبيان فإن عبد الأكرم السقا فارق الحياة في المعتقَل يوم الاثنين 10 المحرم 1436هـ الموافق 3 نوفمبر (تشرين الثاني) 2014م، بعد اعتقاله قرابة 3 سنوات ونصف، دون إبلاغ ذويه أو تسليمهم جثمانه آنذاك، ودون أيِّ تفاصيلَ أُخرى عن سبب الوفاة.
ودانت الشبكة السورية لحقوق الإنسان قتله تحت التعذيب في سجون قوَّات الأسد، بعد اعتقاله في يوليو 2011 بمدينة داريا في ريف دمشق وأوضحت أن لديها معلومات تؤكِّد أنَّ عبد الأكرم كان يحتاج إلى الرعاية الصحية وتلقي الأدوية بسبب معاناته من أمراض متعددة قبيل اعتقاله، مما يُرجّح بشكلٍ كبير وفاته بسبب التعذيب وإهمال الرعاية الصحية، وأكَّدت أنَّ قوات النظام السوري لم تعلن عن الوفاة حين حدوثها، ولم تُسلِّم جثمانه لذويه.

## وصلات خارجية
- اعتقل في عهدي الأسد الأب والابن! الشيخ عبد الأكرم السقا.. من خطيب في داريا إلى ضحية في سجون النظام!، تلفزيون سوريا
- من هو الشيخ الراحل عبد الأكرم السقا وكيف قتله النظام في سجونه؟